# ماركو بريكالو
ماركو بريكالو هو لاعب كرة قدم كرواتي في مركز الهجوم، ولد في 24 نوفمبر 1992 في زغرب في كرواتيا. لعب مع نادي بوتوشاني ونادي لوكوموتيفا.

## وصلات خارجية
- ماركو بريكالو على موقع قاعدة بيانات كرة القدم.إي يو (الإنجليزية)
- ماركو بريكالو على موقع Soccerway.com (الإنجليزية)
- ماركو بريكالو على موقع عالم كرة القدم.نت (الإنجليزية)